# Anna Lang
Anna Lang (* 5. Mai 1911 in Lechhausen bei Augsburg als Anna Schwegler; † 27. September 2019 in Augsburg-Lechhausen) war eine deutsche Weberin. Sie war mit 108 Jahren die zweitälteste Augsburgerin und wurde bekannt durch den Dokumentarfilm Wie ich 107 wurde aus der Reihe Lebenslinien.

## Leben
Anna Lang wuchs als Tochter einer Magd in Lechhausen bei Augsburg auf. Mit 13 Jahren arbeitete sie als Weberin in der Mechanischen Baumwollspinnerei und Weberei Augsburg (SWA). Nach dem Tod des Stiefvaters trat sie als Schauspielerin auf, spielte in Theaterstücken, rezitierte Melodramen mit Klavier- oder Orgelbegleitung und trat im Konzertsaal Ludwigsbau in Augsburg auf. Durch eine von ihrer Mutter arrangierte Ehe wurde diese Tätigkeit beendet.
Sie war 55 Jahre Mitglied der Arbeiterwohlfahrt (AWO) und besuchte noch im Alter von 108 Jahren deren Treffen und Versammlungen. Mit über 105 Jahren erläuterte sie zudem als Zeitzeugin ihre Tätigkeit als Weberin im Augsburger Staatlichen Textil- und Industriemuseum und war dort Ehrenmitglied des Fördervereins. Im Alter trat sie auch wieder als Rezitatorin auf, so trug sie mit 106 Jahren das Mundartgedicht „Der Schmied von Schmiechen“ bei der SPD-Veranstaltung „Kultur am Lagerfeuer“ vor, worüber die Stadtzeitung schrieb: „Leidenschaftlich, klar und engagiert. […] Sie verzauberte ihre Zuhörer, ihr Charme schuf ein Flair von Frieden und Humanität.“
Große Bekanntheit erlangte Anna Lang durch den Dokumentarfilm Wie ich 107 wurde, der unter Regie von Susanne Brantl als Teil der Reihe Lebenslinien des Bayerischen Rundfunks entstand. In dieser Dokumentation wird die 107-Jährige in ihrem Alltag porträtiert und es ist u. a. zu sehen, wie sie trotz ihrer 107 Jahre zum wöchentlichen Turnen geht, tanzt, selbst kocht, ihr Smartphone benutzt und Kettenkarussell fährt, während sie über ihre Biographie berichtet. Sie resümiert über sich selbst: „Ich hätte nie gedacht, dass ich mal so alt werde. Mit zehn wollte ich zum ersten Mal nicht mehr leben […] Es war so viel seelisches Leid.“ Mit 81 Jahren wurde sie Witwe. „Erst danach fing mein Leben an. Die schönen Zeiten sind losgegangen.“ Mit 107 Jahren sagte sie: „Heute bin ich sooo glücklich. Es ist wie im Paradies“.
Anna Lang starb mit 108 Jahren am 27. September 2019 zu Hause.

## Politische Aktivitäten
Während der nationalsozialistischen Diktatur wehrte sie sich als Einzige von mehreren tausend Arbeitern und Arbeiterinnen der Weberei gegen einen Erlass, „dem Führer eine Stunde zu schenken“, woraufhin sie strafversetzt wurde. Sie wurde außerdem früh ein engagiertes Mitglied der SPD, denn, wie sie in der Film-Doku sagt: „Sie waren die Einzigen, die für die Arbeiter gesorgt haben.“ 2014 unterstützte sie im Kommunalwahlkampf Oberbürgermeister Kurt Gribl (CSU), indem sie mit ihm auf Plakaten zu sehen war. Gleichzeitig war sie auch im Jahr 2019 mit 108 Jahren noch aktiv in der SPD-nahen Arbeiterwohlfahrt, in der sie 55 Jahre Mitglied war, und äußerte „Ich habe damit nicht die Partei, sondern Herrn Gribl unterstützt!“, und bezeichnete sich als Sozialdemokratin.

## Dokumentationen
- 2018: Wie ich 107 wurde (Originalfassung) bzw. Wie ich 108 wurde (2. Fassung, die Anna Langs Tod im Abspann erwähnt) Dokumentarfilm, Regie: Susanne Brantl, Teil der Doku-Reihe Lebenslinien des BR (Bayerischer Rundfunk), 45 Minuten[13]
- 2018: Anni sagt Danke, Video, 2:17 Minuten[14]
- Zeitzeugen-Interview des Staatlichen Textil- und Industriemuseum Augsburg, mehrstündig.[6]